# Terramarekulturen

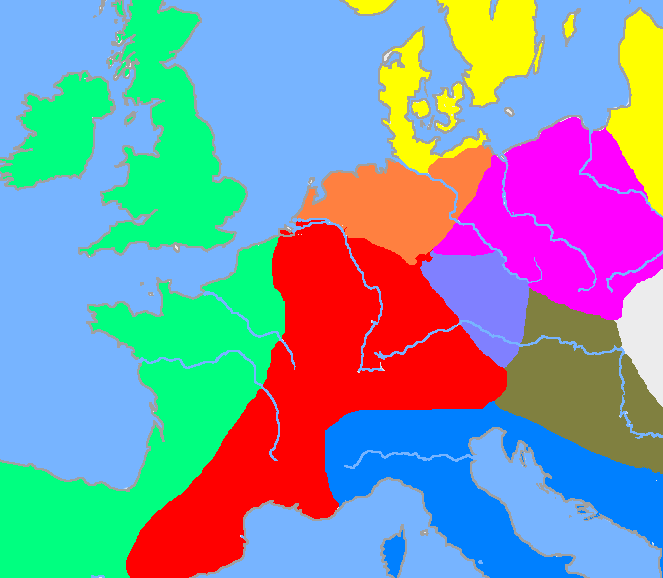
En förenklad karta som visar Terramarekulturen ca 1200 f.Kr. (blått). Det röda området är den centrala urnefältskulturen, och orange är norra urnfältskulturen. Det djupröda området är Lausitzkulturen, det centrala blåa området är Knovizkulturen. Det bruna området är Donaukulturen, och det gröna är Atlantisk bronsålder. Det gula området är nordisk bronsålder.

Terramarekulturen (även terramara, eller terremare) återfinns i centrala Po-dalen, i Emilia, mellan Bologna och Parma i norra Italien och dateras till mellersta och senaste bronsåldern cirka 1700-1150 f.Kr. Kulturen har fått sitt namn från den "svarta jorden" från boplatshögar. 

## Namn
Terra marna är egentligen ett italienskt uttryck för  "märgeljord", där märgel är en lakustrinfyndighet. Den kan ha vilken färg som helst, men i jordbruksmark är den oftast svart, vilket ger upphov till identifieringen av den "svarta jorden". Dessa högar av tung, mörk jord utmärkte boplatserna i området. Befolkningen  på boplatserna kallas terramaricoli. Bärare av  Keramiken var mörkpolerad med bucklor, hankar och cirkeldekor. Boplatserna grävdes ut omsorgsfullt 1860–1910.

## Upptäcktshistoria
Före andra halvan av 1800-talet trodde man allmänt att dessa platser hade använts som galliska och romerska gravplatser. De kallades terramare eller marnier av bönderna i regionen. Man använde jorden från dessa som gödning. Vetenskapliga studier började med Bartolomeo Gastaldi 1860. Han undersökte torvmossar och gamla sjöplatser i norra Italien. men gjorde också några undersökningar av marnier, och förstod att de varit bosättningar inte begravningsplatser. Bosättningarna liknar pålbyggnaderna i Schweiz.
Gestaldis studier uppmärksammades av Pellegrino Strobel och hans 18-årige assistent Luigi Pigorini. 1862 skrev de ett arbete om Castione di Marchesi i Parma, en terramareplats. De var de första som uppfattade att bosättningarna var förhistoriska. Med utgångspunkt från Gaetano Chiericis teori om att pålbyggnaderna längre norrut representerade förfädernas romersk befolkning, utvecklade Pigorini en teori om indoeuropeisk bosättning kommit till Italien från norr. 

## Bosättningar

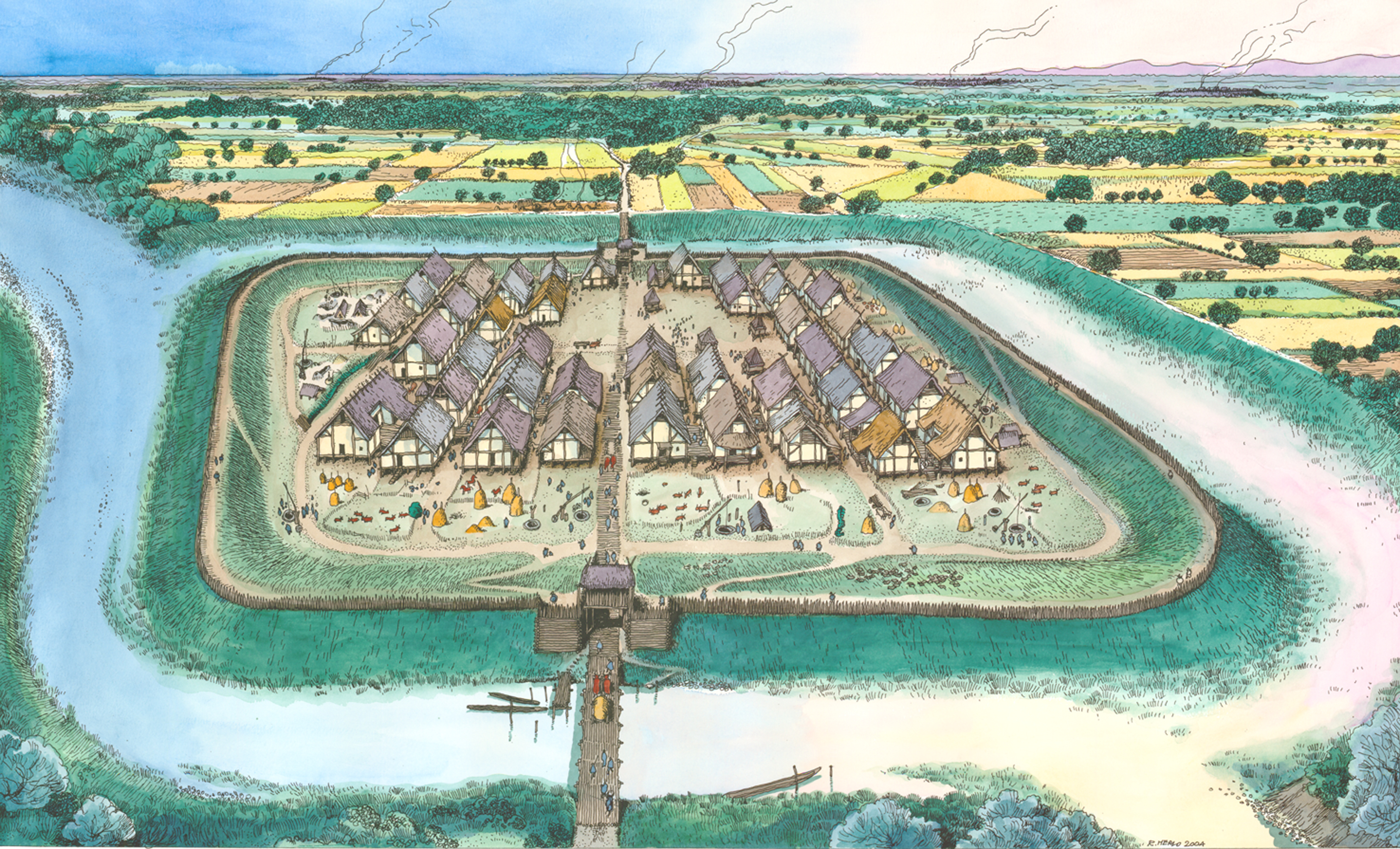
Terramare vid Montale, rekonstruktion

Terramarekulturen hade en  typisk bosättningsform med mindre lokala skillnader. Bosättningarna var ofta  trapetsformade, med gator arrangerade i ett rektangulärt mönster. En del hus var byggda på pålar trots att byn låg helt på torra land och en del inte. Det finns  ingen allmänt accepterad förklaring till huspålarna. Bosättningen skyddades av en jordvall, förstärkt på insidan av strävpelare och omgiven av en bred vallgrav försedd med vatten.  Sammanlagt har över 60 byar dokumenterats, nästan uteslutande från Regio Emilia. Under den mellersta bronsåldern var bosättningarna inte större än 2 hektar. Under den sena bronsåldern har många platser övergivits. De större bosättningarna upp till 60 hektar fanns ibland kvar.
De fynd av artefakter som hittas kan sammanfattas i följande. Fynd av stenföremål är få. Brons var det vanligaste materialet med yxor, dolkar, svärd, rakknivar och knivar, liksom även mindre redskap, såsom skäror, sular, nålar, och broscher som vanliga fynd. Anmärkningsvärt är också fyndet av ett stort antal formar av sten som behövdes för att tillverka bronsföremålen. Det finns också föremål av ben och trä, förutom keramik (både grov och fin), bärnsten och glaspasta. Små lerfigurer, huvudsakligen av djur (äen om människofigurer finns i Castellazzo), är intressanta. De var de tidigaste föremålen av plastisk konst som har hittats i Italien.

## Samhälle

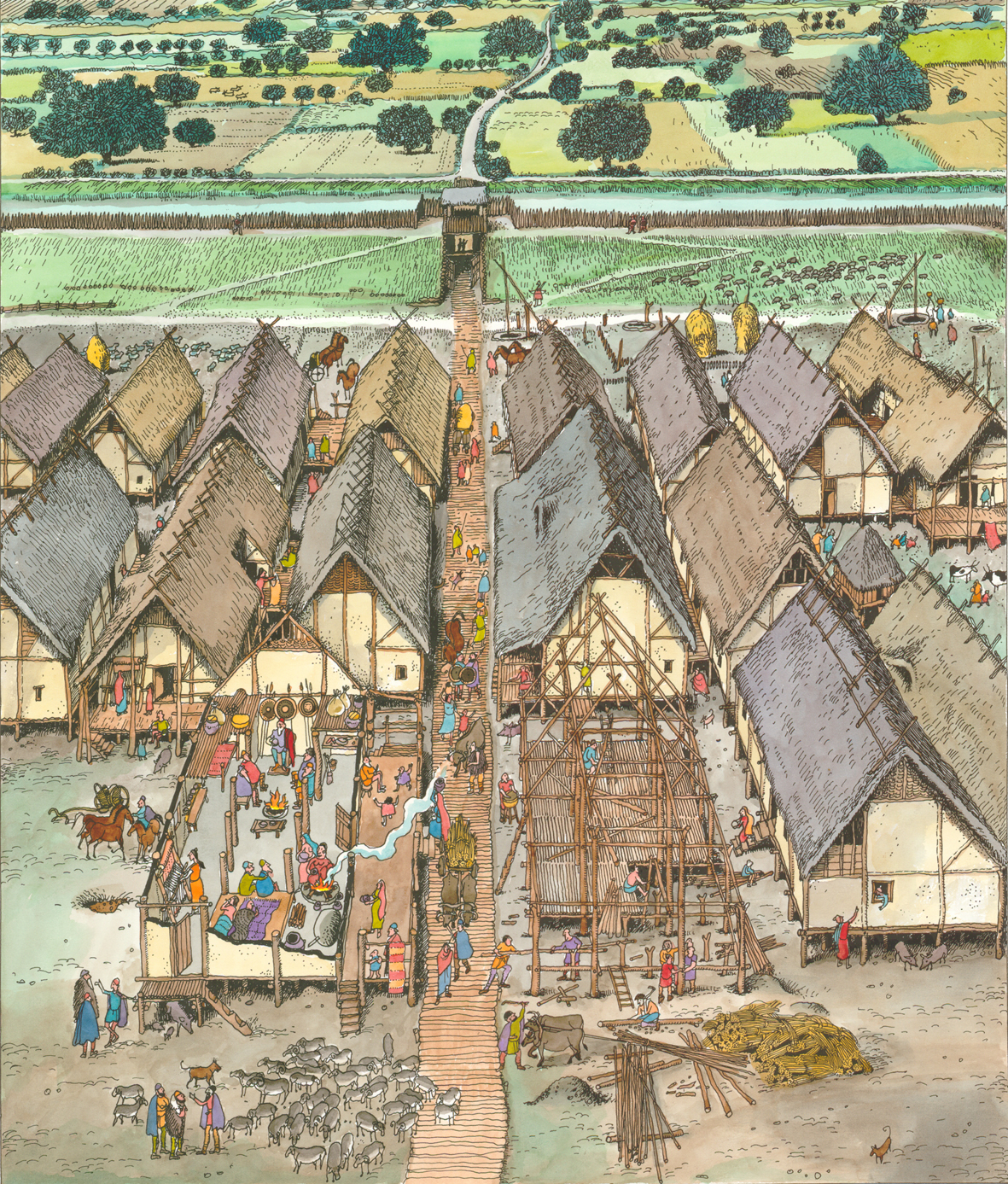
Terramare of Montale, rekonstruktion

Befolkningen i Terramarekulturen fortsatte liksom deras neolitiska föregångare med jakt, men hade också tamdjur; De var skickliga metallhantverkare som göt brons i formar av sten och lera. De brukade jorden och odlade bönor, vete, vindruvor, och lin. Enligt William Ridgeway begravdes de döda. Undersökningar av nekropoler visar  att både helkroppsbegravning och kremering praktiserades. Ofta placerades kremerade kvarlevor i urnor. Praktiskt taget inga gravgåvor hittades i urnorna.  Kremering kan ha varit en senare introduktion liksom i de flesta bronsålderskulturer i Europa. 

## Utveckling och kollaps

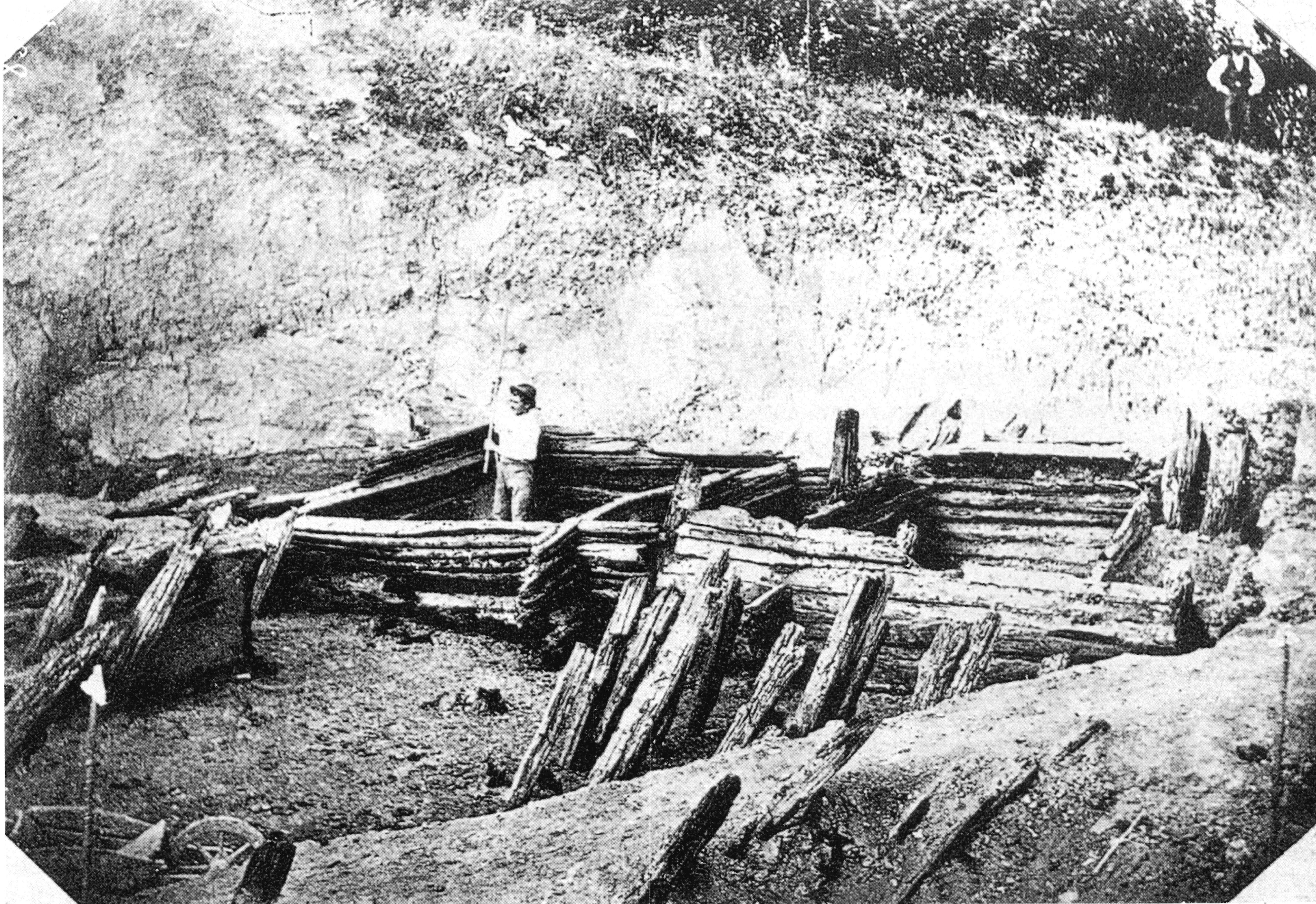
Utgrävningar av terramaraboplatsen i Castione Marchesi 1877.

Omkring 1200 f.Kr. började en allvarlig kris för Terramarekulturen. Inom några år ledde denna till att alla bosättningar övergavs. Orsakerna till denna kris, som var ungefär samtidigt med den yngre bronsålderns kollaps i östra Medelhavet, är fortfarande inte klarlagda.
En möjlighet var att det fanns en betydande överbefolkning. Man har beräknat att mellan 150 000 och 200 000 individer fanns i bosättningarna. Utarmning av naturresurser ledde samtidigt med en rad år med torka till en djup försörjningskris,  med svält och störningar av den politiska ordningen, vilket orsakade samhällets kollaps. Omkring 1150 f.Kr. var Terramarebyarna helt övergivna, utan att några bosättningar ersatte dem. Slätterna, särskilt i området Emilia, var därefter övergivna i flera århundraden, och först under romartiden återfick de den befolkningstäthet som nåddes under Terramare-perioden.
Det finns en teori att minnet av Terramarekulturens öde kan ha bevarats i flera århundraden. Källan till teorin är Dionysius av Halikarnassus. I hans första bok om de romerska antikviteterna, förtäljer han pelasgiernas öde.Enligt hans uppteckning bebodde Pelasgierna Po-dalen till två generationer före det trojanska kriget, men tvingades sedan, av en rad år med hungersnöd, att lämna sitt en gång bördiga land och flytta till söder, där de slogs samman med de infödda.

## Teorier om etnisk identitet
Betydande meningsskiljaktigheter har uppstått om Terramare-befolkningens ursprung och etnografiska släktskap.
Edoardo Brizio framförde i sin Epoca preistorica (1898) en teori om att terramare-befolkningen hade varit de ursprungliga ligurerna. Brizio menade att ligurerna vid någon tidig tidpunkt hade börjat bygga pålbyggnader. Även om skälen till att de övergav sina tidigare oskyddade hyddor för istället utarbeta befästningar är oklart.  Brizio föreställde sig inte invaderande folk förrän långt efter Terramare-perioden. Bostäderna på pålar, vallarna och vallgravarna vid Terramare-boplatserna har vanligtvis tolkats som militärt försvar mer än som skydd mot regelbundna översvämningar. Det gäller särskilt då Terramare ofta är belägna på kullar. Det finns också andra svårigheter av liknande karaktär med Brizios teori. 
Luigi Pigorini (1842–1925) föreslog att Terramare-kulturens befolkning var en dominerande komponent i Proto-Villanovakulturen, särskilt dess nordliga och campaniska faser. Terramarekulturen var en indoeuropeisk befolkning, förfäderna av italikerna. Pigorini tillskrev Italikerna en tradition med bostäder i sjöar, modifierad i Italien till terramares pålbostäder på torr mark.
På senare tid har den italienska arkeologen Andrea Cardarelli föreslagit omvärderingar av antika berättelser av grekiska historiker, särskilt den av Dionysius av Halikarnassus. Han kopplar Terramare-kulturen till pelasgierna som grekerna i allmänhet likställde med tyrrenierna alltså etruskerna. 

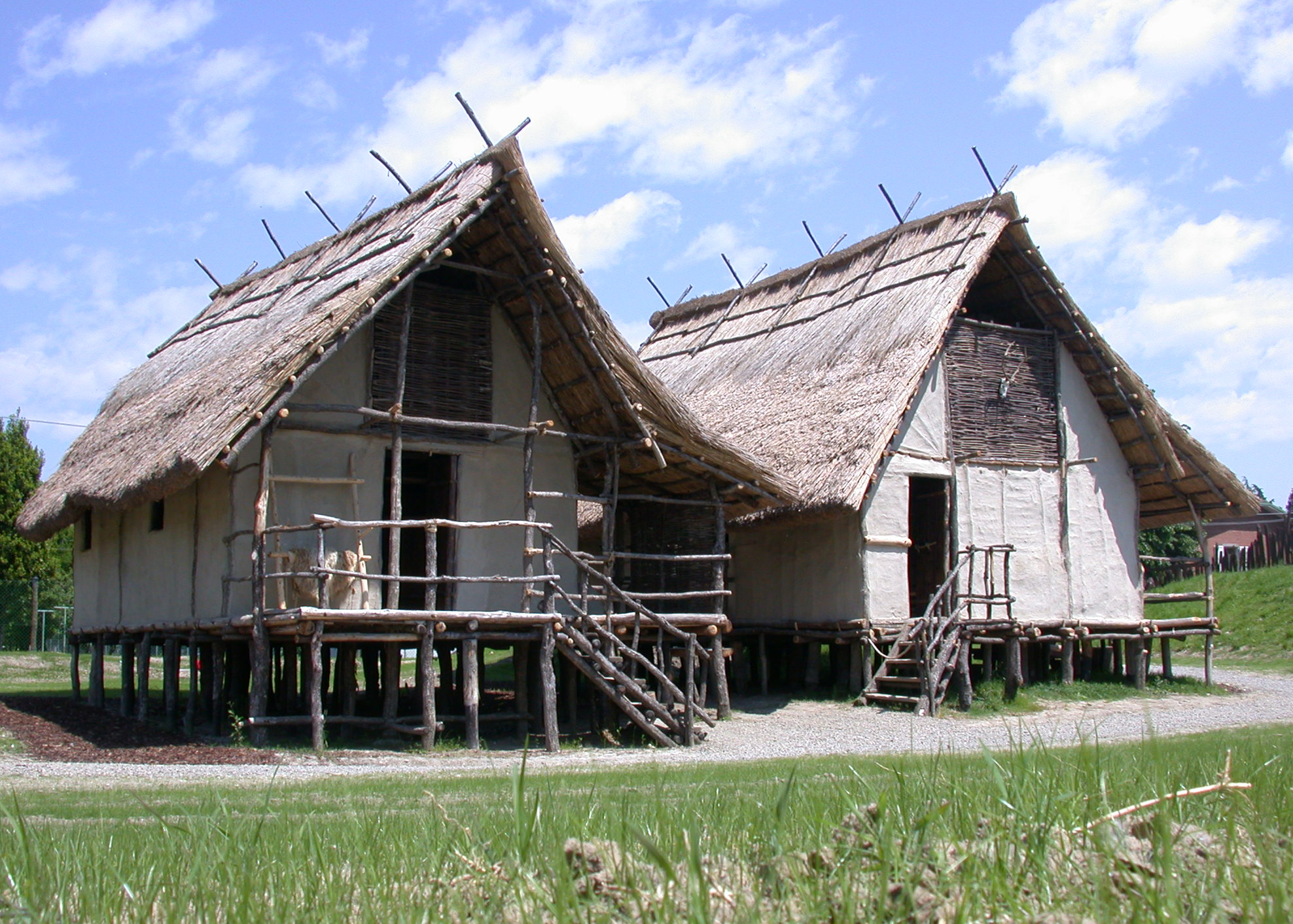
Rekonstruerade Terramare hus
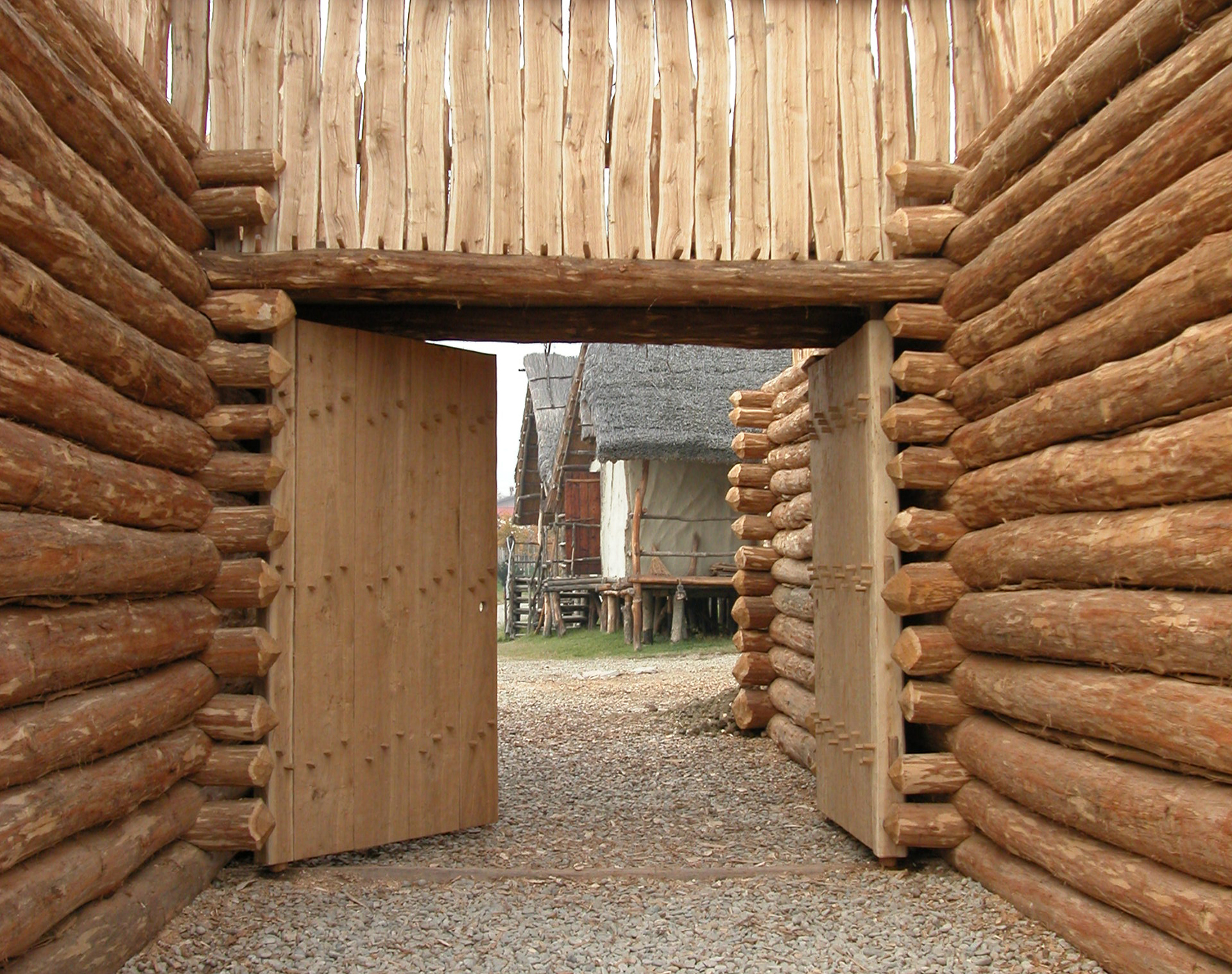
Reonstruerad ingångsport
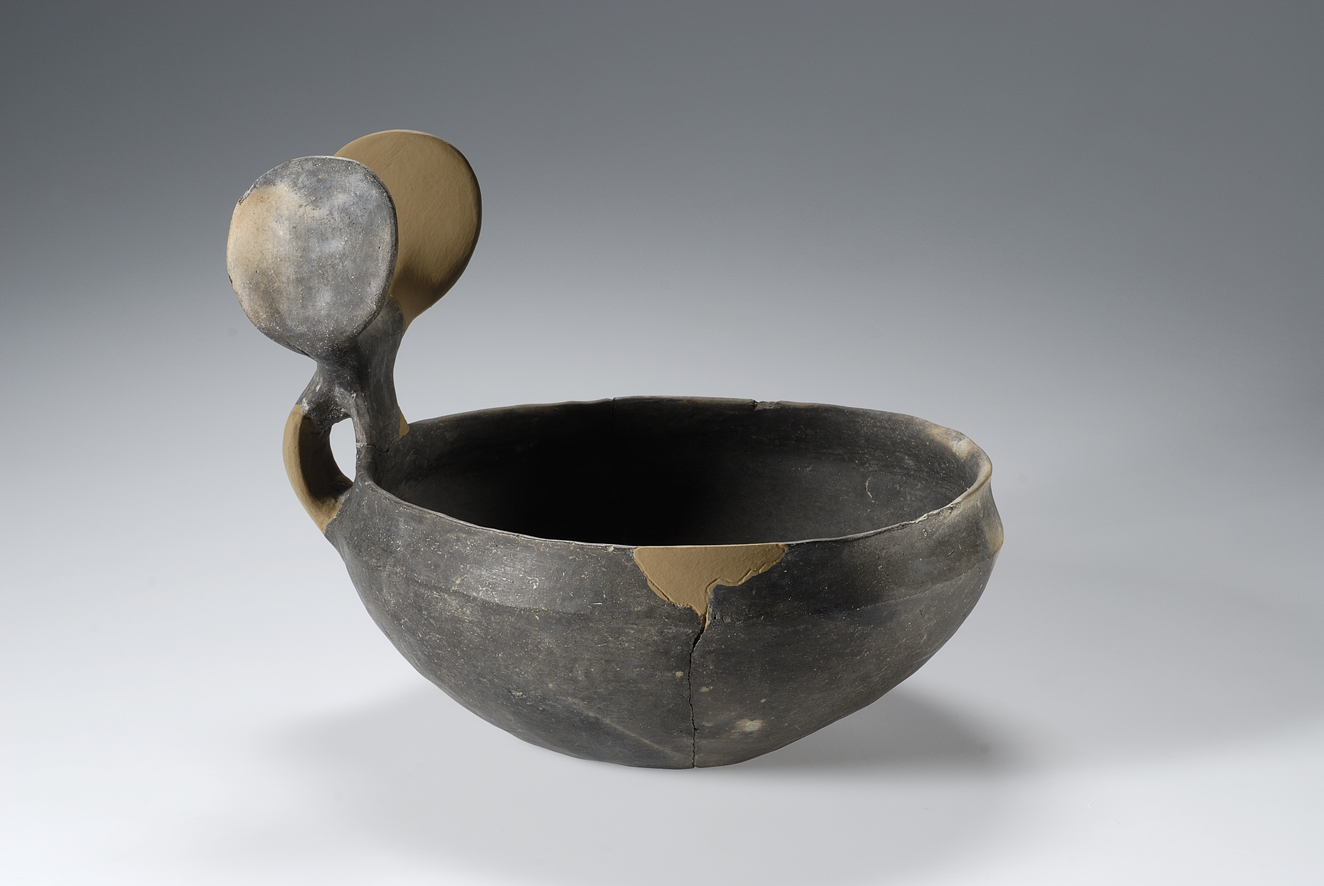
Carinated skål
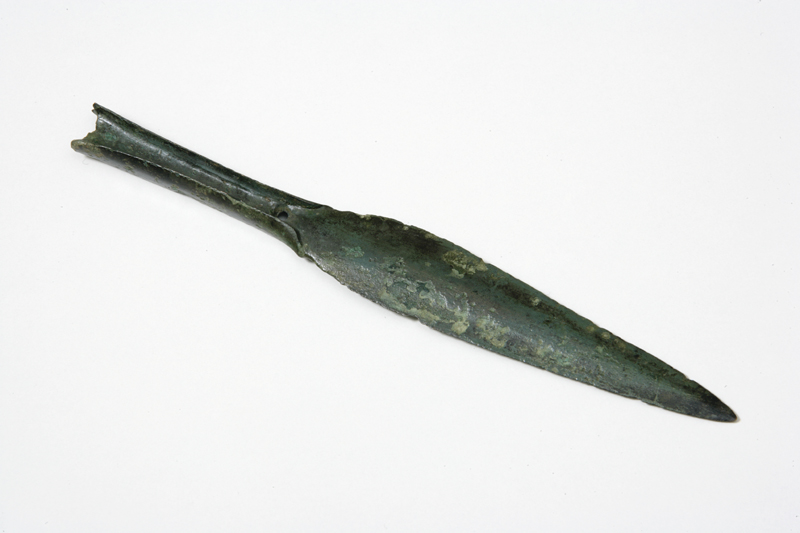
Bronsspjutspets
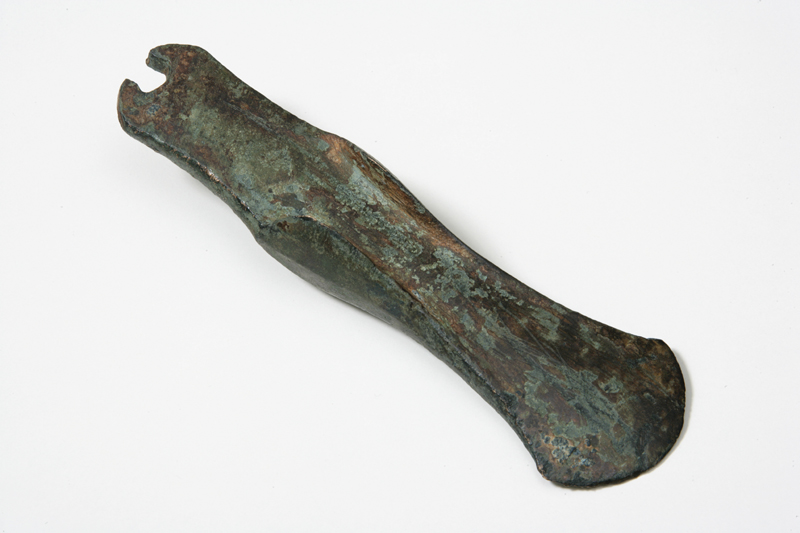
Bronsyxa (avsatsyxa)
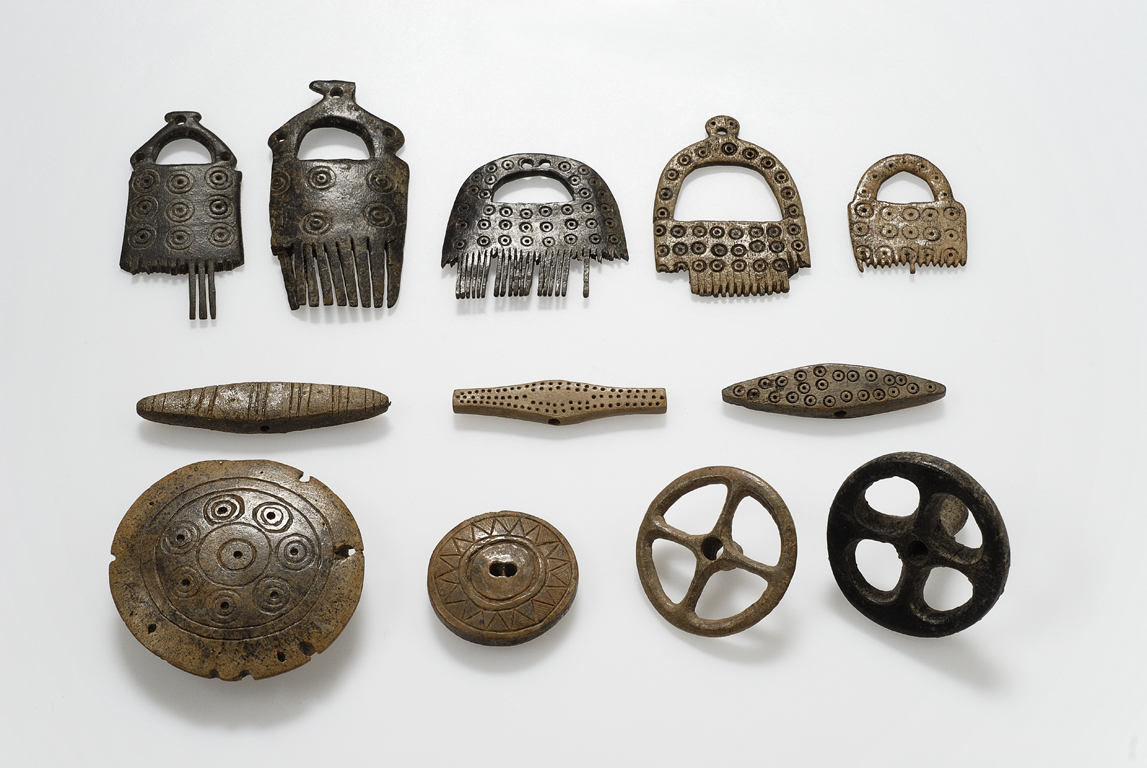
Skurna ben föremål
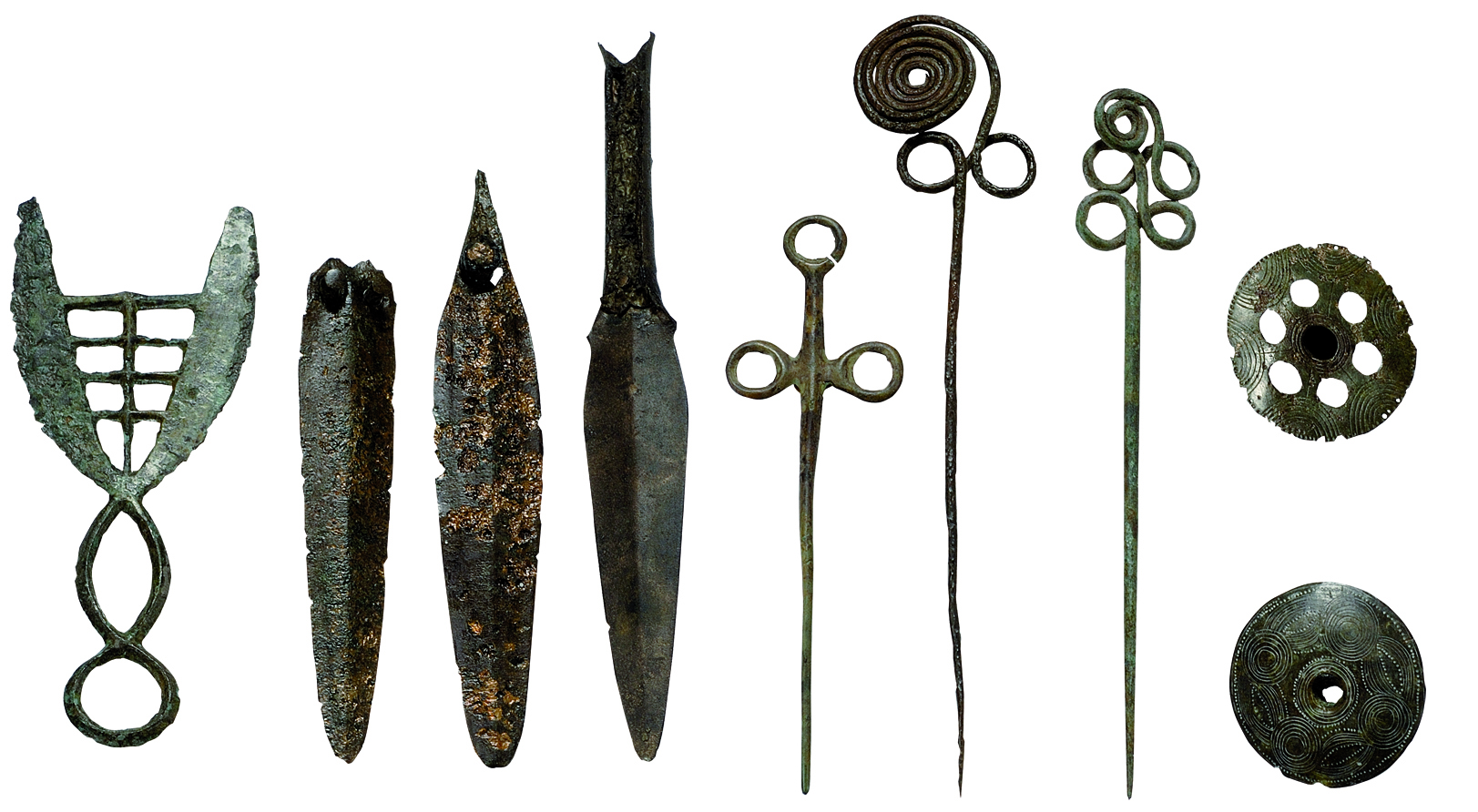
Brons artefakter
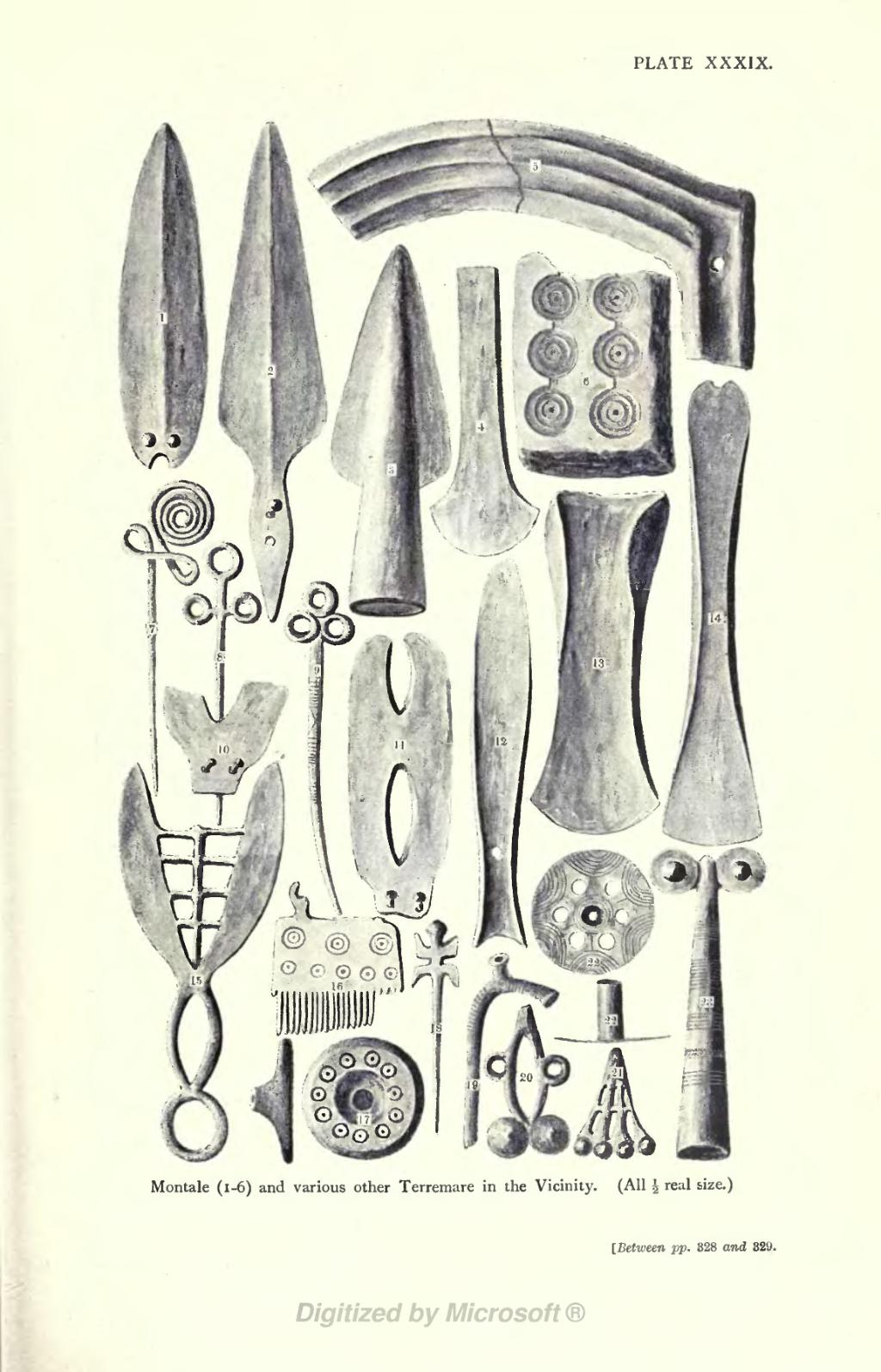
Terramare artefakter
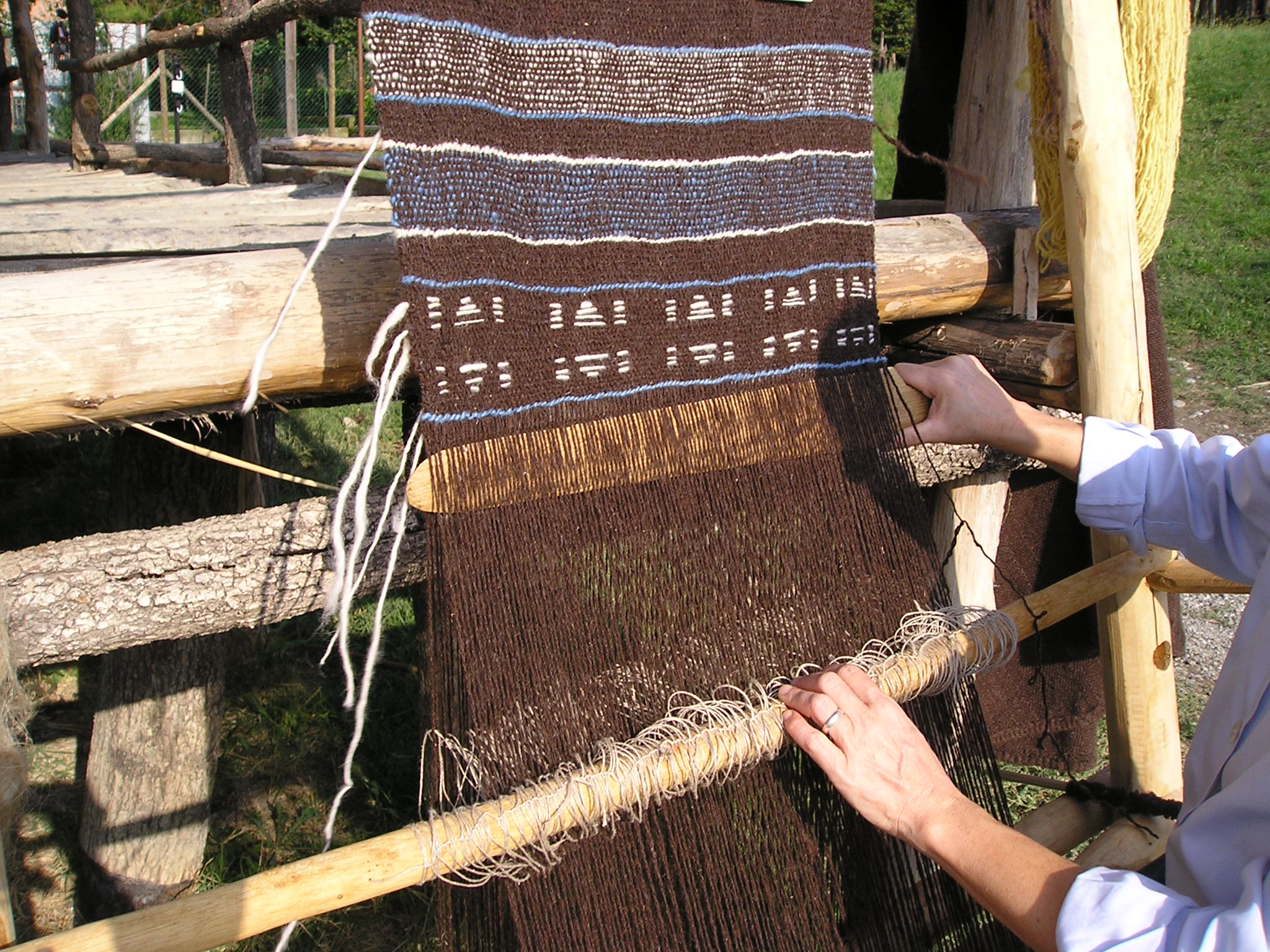
Vävning i stående vävstol med lervikter, rekonstruktion
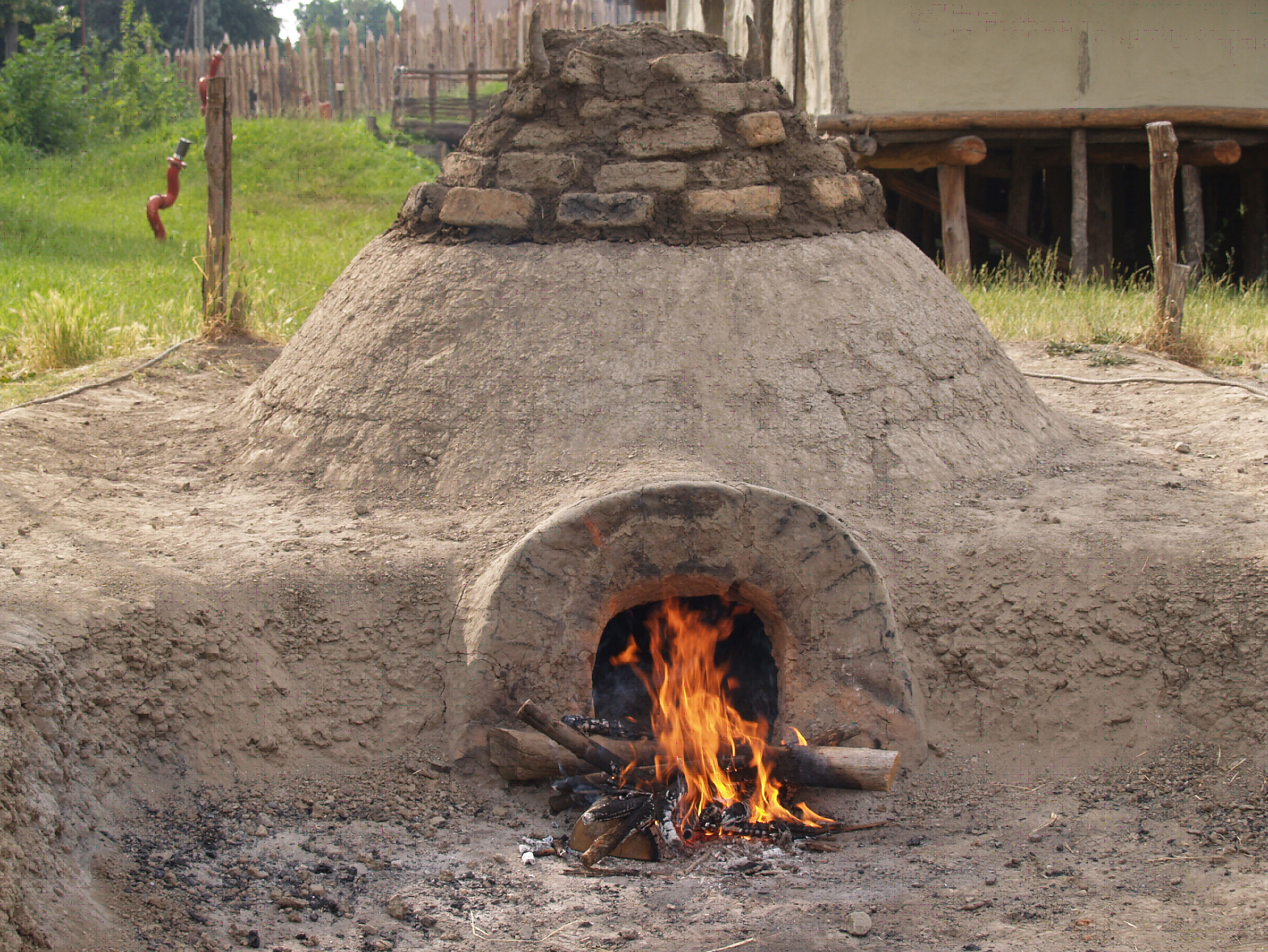
Ugns rekonstruktion